# Мусайлима
Абу́ Сума́ма Маслама́ ибн Хаби́б аль-Ханафи́, более известный как Мусайли́ма аль-Каза́б  (араб. مسيلمة الكذاب‎; ум. 634) — согласно исламскому преданию — один из «лжепророков» (мутанабби) Аравии.

## Биография
Мусайлима происходил из племени Бану Ханифа, которое проживало в Ямаме — земледельческой области Восточной Аравии. Из зависти к пророку Мухаммеду, Мусайлима объявил себя пророком и посланником божества Рахмана (Рахманизм), от имени которого вещал в трансах и призвал арабов признать его. Свою деятельность он начал ещё при жизни пророка Мухаммеда, а однажды даже написал Мухаммеду дерзкое письмо, в котором он призвал признать его пророком и разделить с ним сферы влияния на Аравийском полуострове. Мусайлима запрещал пить вино и рожать более одного мальчика, требовал от своих последователей молиться трижды в день.
Около 620 года Мусайлима, после противостояния принявшему ислам царю Сумаме ибн Усалу, был призван жителями главного города Ямамы — Хаджара в качестве политического вождя.
После смерти пророка Мухаммеда активность Мусайлимы и его сторонников возросла, и они стали представлять серьёзную угрозу для молодого исламского государства. Около 630 года в Ямаме обострилась внутренняя борьба, происходили стычки между сторонниками Мусайлимы и пришлыми мусульманами, а часть знати активно выступила против него. В 633 году на Ямаму совершили набег Бану Тамим. Во главе тамимитов была лжепророчица Саджах. Набег завершился тем, что Мусайлиме пришлось от них откупиться, отдав часть урожая.
В 634 году праведный халиф Абу Бакр отправил против Мусайлимы армию под командованием Халида ибн аль-Валида. В сражении при Аркабе мусульмане нанесли поражение войскам Мусайлимы, сам он и его ближайшие сподвижники ар-Раххал и Мухакким ибн ат-Туфайл тоже были убиты. Мусайлима был убит сподвижником пророка Мухаммеда Вахшей ибн Харбом.